# Эльзевиры

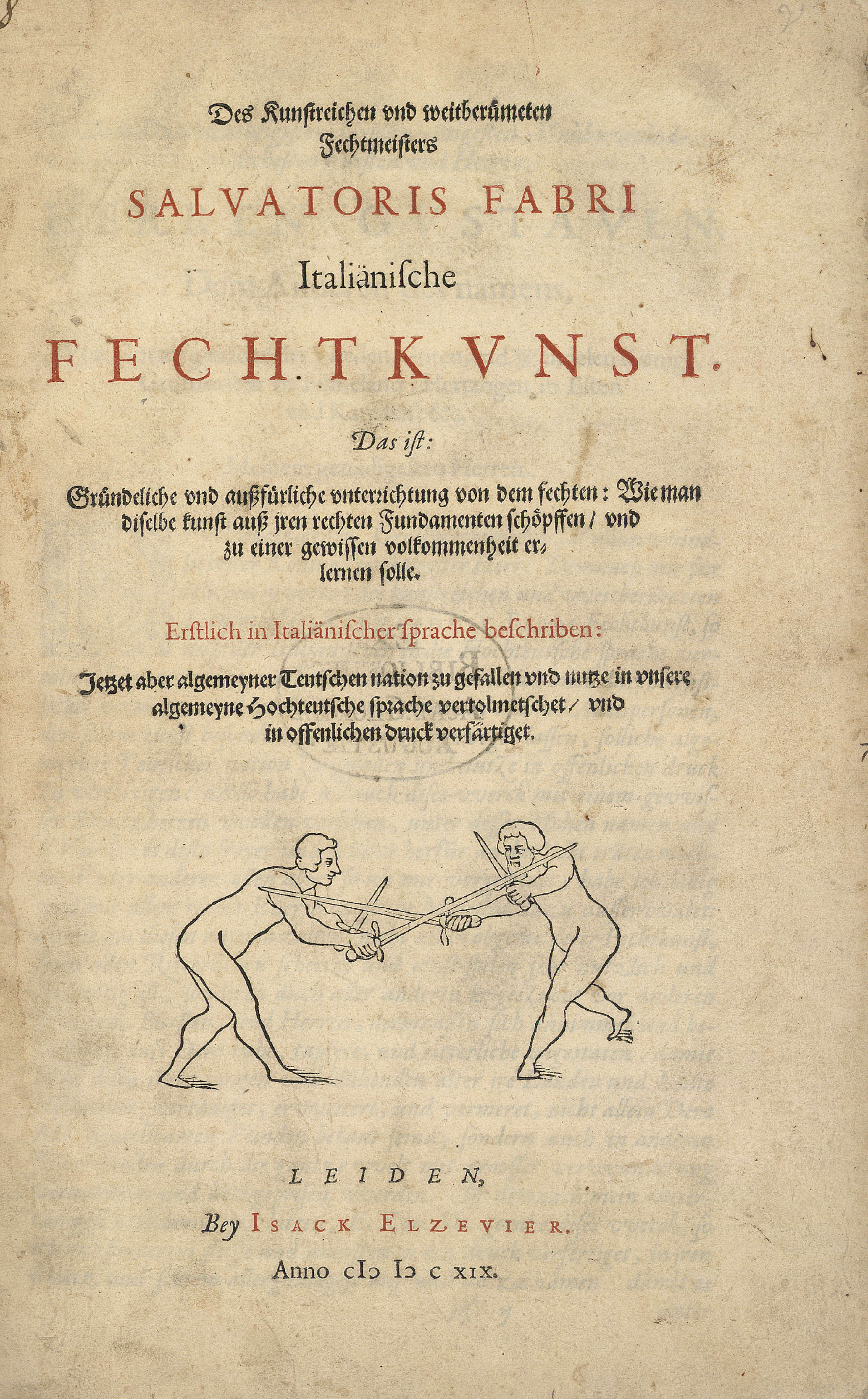
Опубликованный Эльзевирами в 1619 году трактат о фехтовании

Эльзеви́ры (Elsevier) — семейство голландских печатников, которое занимало ведущее, а подчас и доминирующее положение в европейском книгопечатании XVII века. Издательство прекратило существование в 1712 году. Первоначально специализировалось на издании научных книг на латинском языке, но со временем разнообразило продукцию, важное место в ней стала занимать художественная литература. Со временем около половины продукции стало выпускаться на французском языке и для французского рынка. Насчитывается около 2200 печатных изданий, а также 5000 диссертаций, выпущенных Эльзевирами. В честь Эльзевиров был назван крупнейший в мире издатель научной и медицинской литературы — учреждённая в 1880 году компания.

## История
Основал фирму уроженец Лёвена по имени Лодевейк Эльзевир, известный также как Людовик, который после пребывания в Везеле и Дуэ обосновался (не позднее 1580 года) в университетском Лейдене. С 1604 года занимался скупкой и продажей книжных коллекций, что стало важной частью деятельности компании Эльзевиров. Накопив достаточный капитал, Лодовейк приступил к книгопечатанию. Первоначально выпускал по одной книге в год, но со временем смог увеличить количество изданий до десяти. После смерти основателя компании в 1617 году семейное предприятие возглавляли потомки — Бонавентура Эльзевир (1583—1652), Исаак Эльзевир (1596—1651), Лодевейк Эльзевир Младший (1604—1670). Фирма специализировалась на научной литературе, предназначенной в первую очередь для учёных и студентов. Со временем около половины продукции стало выпускаться на французском языке и для французского рынка, ставшего наиболее прибыльным. Также значительное количество книг выпускалось на нидерландском языке. Среди других языков были древнегреческий, итальянский, немецкий, арабский и некоторые другие восточные языки. Значительное место стал занимать выпуск художественной литературы, описаний путешествий. Важная часть деятельности компании — учебники грамматики европейских и восточных языков. Большую популярность приобрели ежегодные издания томов из серии «Республики», содержащие сведения о географии, странах мира, политике.
Работало несколько филиалов печатного дома, а также представительства в крупных европейских городах. Во второй половине XVII века, в период расцвета, основной для Эльзевиров становится книгопечатня в Амстердаме. Они по-прежнему специализировались на издании античных авторов, но можно найти в их каталоге и произведения современных авторов — от Галилея и Локка до Паскаля, Мольера, Расина, Корнеля, Лафонтена. Для обхода католической цензуры многие эльзевиры печатались под фиктивным импрессумом кёльнского издательства Пьера Марто. Последний из Эльзевиров умер в 1712 году, после чего их фирма закрылась. Насчитывается около 2200 изданий, а также 5000 диссертаций, выпущенных Эльзевирами.
На издательских марках Эльзевиров были изображены: орёл с пучками стрел и латинским девизом «Concordia parvae res crescunt» («В согласии возрастают малые дела»), одинокий мудрец под деревом, пальма и девиз «Assurgo pressa» («Придавленная, восстаю»), римская богиня мудрости Минерва с совой, проволочная сфера звёздного неба (так называемая «Сфера Эльзевиров». Долгое время первым «эльзевиром» (так называют издания этой типографии) считался Флавий Евтропий, датированный 1592 годом. В настоящее время известно более раннее эльзевировское издание 1583 года. Их издания латинских текстов отличались прекрасным оформлением и сравнительной дешевизной; довольно показательно в этом отношении двухтомное фолио с Corpus iuris civilis (1663). Фирмой выпускались книги различных форматов, но наибольшую известность приобрели их сравнительно дешёвые издания в двенадцатую или двадцать четвертую долю листа: «Именно Эльзевиры утвердили на книжном рынке малый формат и тем придали книгопечатанию и книготорговле новый мощный импульс, сделавший книгу доступной широким слоям населения». Их по праву называют одними из первых в сфере популяризации книги: «Они старались дать читателю книгу хорошо отредактированную, но, поскольку ни сами они, ни большинство их корректоров и редакторов не были учёными, попадались издания, отредактированные неряшливо. Однако и это не вредило престижу Эльзевиров — тогдашние учёные и писатели считали для себя честью, если эта фирма бралась выпускать их произведения; многие авторы гордились личным знакомством с Эльзевирами». В компании использовался особый типографский шрифт, который известен как «эльзевир». Популярность продукции привела к тому, что книги неоднократно подделывались (причём на довольно качественном уровне), что затрудняет подсчёт точного количества изданий компании.
Издания фирмы являются объектом коллекционирования, они неоднократно фигурируют в художественной литературе. В романе испанского писателя Артуро Переса-Реверте «Клуб Дюма» (1993) престижность продукции компании для коллекционеров отмечена в следующем фрагменте: «Проходя в очередной раз мимо книг, выстроенных на полу, Корсо испытал сильнейшее искушение. Ведь чего проще: взять да унести пару редчайших эльзевиров, они прямо сами просились к нему в руки». В честь Эльзевиров был назван крупнейший в мире издатель научной и медицинской литературы — учреждённая в 1880 году компания Elsevier, несмотря на то, что прямой связи между семейством и компанией нет.